# Trzcińsko

uitzicht vanuit de bergen bij Trzcińsko

Trzcińsko is een dorp in de Poolse woiwodschap Neder-Silezië. De plaats maakt deel uit van de gemeente Janowice Wielkie.